# Mozgáskörzet
A mozgáskörzet (syn. „otthonterület”, ritkán "lakókörzet") egy állat életterének, azon része, amelyet mindennapi tevékenysége során használ. Egy másik értelmezés szerint: „egy faj életterének térbeli-időbeli darabja, amelyben egy egyed legalább egy bizonyos életszakaszon belül hosszabb ideig tartózkodik és minden környezeti tényezőhöz alkalmazkodik. A terület így mindig a meghatározott egyedre jellemző, de lehet ily módon analógizálni csoportokra vagy egyéb bioszociális egységekre."
Az otthonterület –„home range”- meghatározása mindig heves viták kereszttüzében állt. A számtalan kidolgozott módszer más és más eredményekkel szolgál, a valóságot más-más mértékben közelítik az adatsorok hosszának, a felvett pontok számának, az állatok aktivitásának, sőt fajának függvényében.
1. Körvonalas (pl. MCP - Minimum Convex Polygon, trackogramm)
2. Nemparaméteres (pl. Kernel módszer, harmonikus középérték)
3. Paraméteres (pl. Jennrich-Turner módszer, normális eloszláson alapuló módszerek)

A mozgáskörzet meghatározásának rádiótelemetriás nyomkövetések adtak új lendületet, ez az első nyomkövető módszer a vadbiológiai kutatásokban, amelyhez nem szükséges az állat megpillantása. Adott frekvenciára hangolt antennát és rádióadót szereltek egy nyakörvre, amelyet egy vevőkészülékkel lehetett azonosítani. A jelfogó antenna az állat irányából vette a legerősebb jelet, így a saját pozíciónk ismeretében egy egyenest lehetett bocsátani térképen a mért irányba. A műveletet egy másik felállási pontból – szerencsésebb esetben egyidejűleg mérve egy másik készülékkel - megismételve a két egyenes kimetszett a síkból egy pontot, ami az állat tartózkodási helyét jelölte, amennyiben közben nem mozdult el jelentősen. Ezt a fajta mérést nevezik háromszögeléses mérésnek. A rádiótelemetria ezzel új dimenziókat nyitott az állatok nyomon-követésében, de még mindig folyamatos terepi jelenlétet igényelt, pontossága nagymértékben függött az állat helyben maradásától és a mérést végző személy alaposságától, rutinjától valamint a domborzati viszonyoktól.